# Kenny van Hummel
Kenny van Hummel (ur. 30 września 1982 w Arnhem) – holenderski kolarz torowy i szosowy. Obecnie jeździ w barwach profesjonalnej grupy Vacansoleil-DCM.

## Najważniejsze osiągnięcia

### Tor
- 2006
  - 3. miejsce w mistrzostwach Holandii (madison)

### Szosa
- 2007
  - 1. miejsce w Ronde van Noord-Holland
- 2009
  - 1. miejsce w Dutch Food Valley Classic
  - 1. miejsce w Tour de Rijke
  - 2. miejsce w Grote Scheldeprijs
  - 2. miejsce w mistrzostwach Holandii (start wspólny)
- 2010
  - 1. miejsce na 1. etapie Tour de Picardie
  - 1. miejsce na 2. etapie Tour de Belgique
  - 1. miejsce w Tour of Hainan
    - 1. miejsce na 4., 5., 7. i 9. etapie
- 2011 
  - 1. miejsce w Ronde van Drenthe
    - 1. miejsce na 1. i 2. etapie

  - 1. miejsce na 8. etapie Tour of Turkey
  - 1. miejsce w Memorial Rik Van Steenbergen
- 2012
  - 1. miejsce na 2. etapie Tour de Picardie
- 2013
  - 2. miejsce w Arctic Race of Norway
    - 1. miejsce na 1. etapie

  - 2. miejsce w Handzame Classic
  - 3. miejsce w Tour de Picardie
  - 3. miejsce w Delta Tour Zeeland
  - 3. miejsce w Dutch Food Valley Classic